# خافير غاندولفي
خافير غاندولفي (بالإسبانية: Javier Gandolfi)‏ (5 ديسمبر 1980 في الأرجنتين - ) هو لاعب كرة قدم أرجنتيني في مركز الدفاع. لعب مع أرسنال ساراندي وريفر بليت ونادي تشياباس ونادي تيخوانا وتاليريس كوردوبا.

## وصلات خارجية
- خافير غاندولفي على موقع قاعدة بيانات كرة القدم.إي يو (الإنجليزية)
- خافير غاندولفي على موقع Soccerway.com (الإنجليزية)
- خافير غاندولفي على موقع AS.com (الإسبانية)